# 平民医院旧址
平民医院旧址，位于中国广东省汕尾市海丰红宫、红场旧址内，为海丰县的一个县级文物保护单位，类型为近现代重要史迹及代表性建筑，公布时间为1963年。
平民医院旧址的历史年代为1925年。

## 历史
平民医院原为清代育婴堂。1921年10月改建为妇孺医院。
1925年国民革命军东征后，县政府将其扩建为平民医院。
凡是农会成员可免诊金，药费半价。同时举办医务人员培训，为农会输送大量医务人才。
1928年国民党军队攻占海丰后停办。海丰解放初期，该址曾为海丰县人民政府办公地点。